# Пехотная бригада «Жемайтия» имени Великого гетмана литовского Яна Кароля Ходкевича
Пехотная бригада «Жемайтия» имени Великого гетмана литовского Яна Кароля Ходкевича (лит. Lietuvos didžiojo etmono Jono Karolio Chodkevičiaus pėstininkų brigada «Žemaitija») — тактическое соединение сухопутных войск Литвы. 
Управление и штаб бригады располагаются в Клайпеде. Батальоны размещены в Таураге, Шилале, Шилале, Радвилишкисе.
В составе имеется Кайряйский полигон имени Повиласа Плехавичюса.

## Задачи
Задачей пехотной бригады является ведение боевых действий самостоятельно или в составе вышестоящего подразделения — дивизии.
Подготовка воинских частей, входящих в состав «Жемайтии»:
- К обороне сухопутной территории Литовской Республики, в целях обеспечения целостности государственной территории.
- К участию в международных операциях
- К взаимодействию с союзными войсками ведя коллективную оборону НАТО.

Поддерживать боеготовность воинских частей, а в случаях и условиях, установленных законом, оказать помощь государственным и муниципальным учреждениям, и выполнять другие задачи мирного времени.

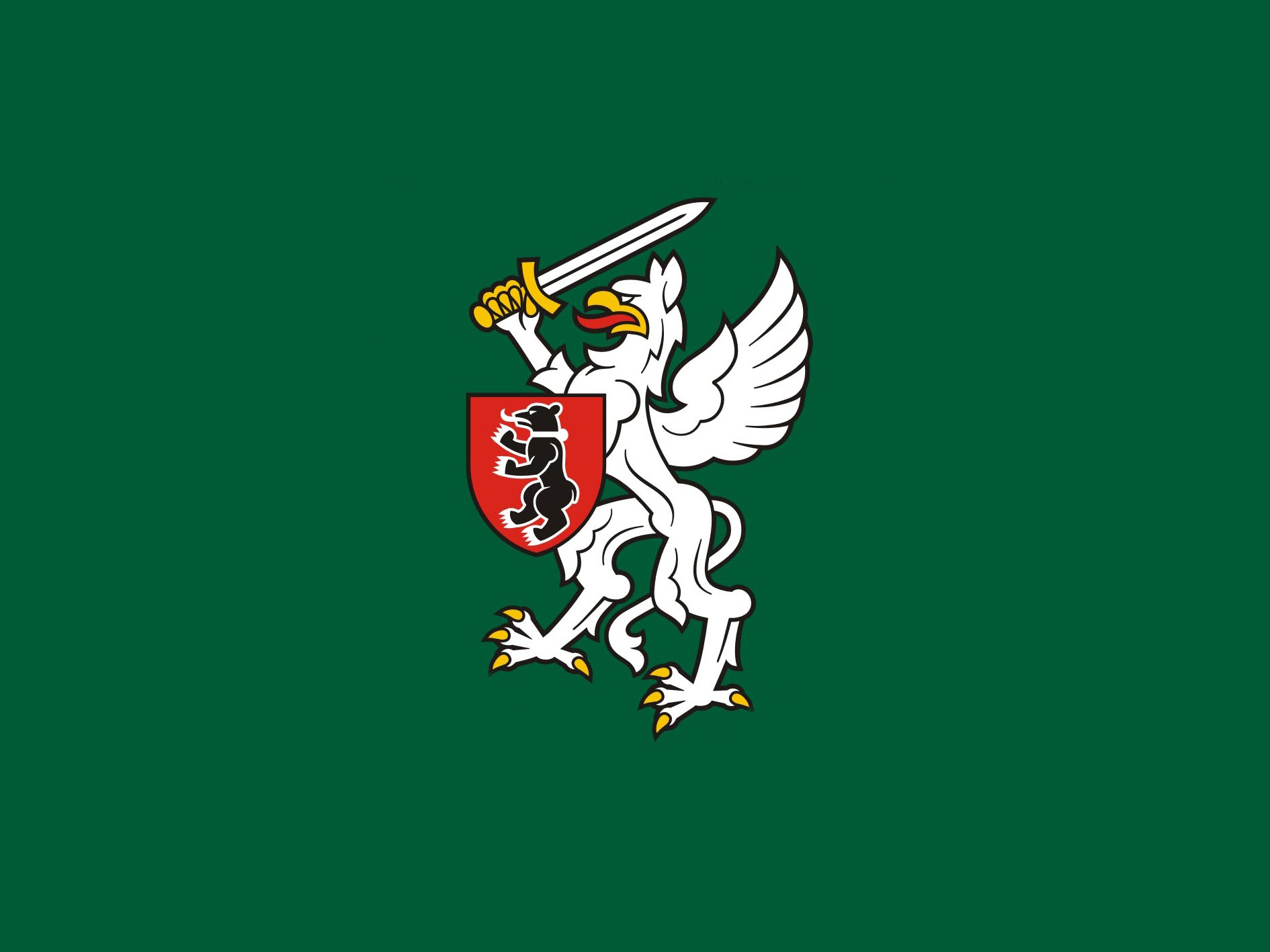
Флаг бригады

## История

### Истоки
Современная пехотная бригада сформирована на территории двух тесно связанных этнографических регионов западной Литвы - Жемайтии и Малой Литвы, с этим же названием связано и почитание в бригаде традиций и памятных дат битв воинов племён жемайтов. 
Покровителем бригады является Великий гетман литовский Ян Кароль Ходкевич, с 19 июля 1599 по 28 июня 1616 являвшийся 
жемайтским старостой.   
Во время Восстания Тадеуша Костюшко в 1794 году в составе войск повстанцев под командованием генерала Томаша Вавжецкого была сформирована дивизия «Жемайтия» состоявшая из повстанцев из Жемайтийского княжества и уездов Упите, Каунаса и Укмерге. Дивизия состояла из 15 полков общей численностью около 10 тысяч человек. Только три полка дивизии считались регулярными частями Войска Великого княжества Литовского, остальные мобилизованы из крестьян и знати объявив посполитое рушение. 
Дивизия обороняла северную Литву от русских войск в Курляндии ведя боевые действия между Акмяне и Биржаем - с 25 июня по 12 июля ей удалось занять Лиепаю и часть Курляндии западнее реки Вента, позднее 8 августа контроль оставленных территорий восстановлен вплоть до конца месяца. 
В то время как левое крыло дивизии удерживало Курляндию, правое крыло дивизии под командованием генерала Ромуальда Гедройца разбило русские войска под Салочаем. 
В июле-сентябре 1794 года дивизия отошла из Курляндии и Жемайтии в Занеманье и Королевство Польское.
18 ноября 1794 года дивизия «Жемайтия» капитулировала в Радошице.

### Современная Литва
Современная бригада создана в 1999 году, позднее в 2002 переформирована в западный военный округ и расформирована в 2004 году после вступления в НАТО.
На фоне обострения политической обстановки в 2016 году восстановлена как постоянная бригада комплектующаяся военнослужащими срочной и профессиональной службы.  Имеет в своём составе 4 батальона: мотопехотный батальон, драгунский батальон, пехотный батальон и артиллерийский батальон с буксируемыми орудиями.
Полное формирование бригады окончено в 2021 году.
В 2022 году, заключён контракт на перевооружение бригады современными САУ CAESAR.

### Командиры
- Подполковник Артурас Радвилас (1 января 2016 — 22 марта 2022)
- Полковник Аурелиюс Аласаускас (22 марта 2022 — н. в.)

## Структура
|  |    | Подразделение                                | ППД      | ВВТ         |
|  | -- | -------------------------------------------- | -------- | ----------- |
|  |    | Штаб и рота поддержки                        | Клайпеда | M557 и JLTV |
|  | 21 | Драгунский батальон «Великий князь Будикид»  | Клайпеда | M113 и JLTV |
|  | 22 | Пехотный батальон «Великий князь Кейстут»    | Таураге  | M113 и JLTV |
|  | 23 | Пехотный батальон «Князь Маргирис»           | Шяуляй   | M113 и JLTV |
|  | 24 | Артиллерийский батальон «Мотеюс Печюлюлёнис» | Паюрис   |             |
|  |    | Рота материального обеспечения               | Клайпеда |             |
|  |    | Разведывательная рота                        | Клайпеда |             |
|  |    | Противотанковая рота                         | Клайпеда |             |
|  |    | Рота связи                                   | Клайпеда |             |

## Галерея

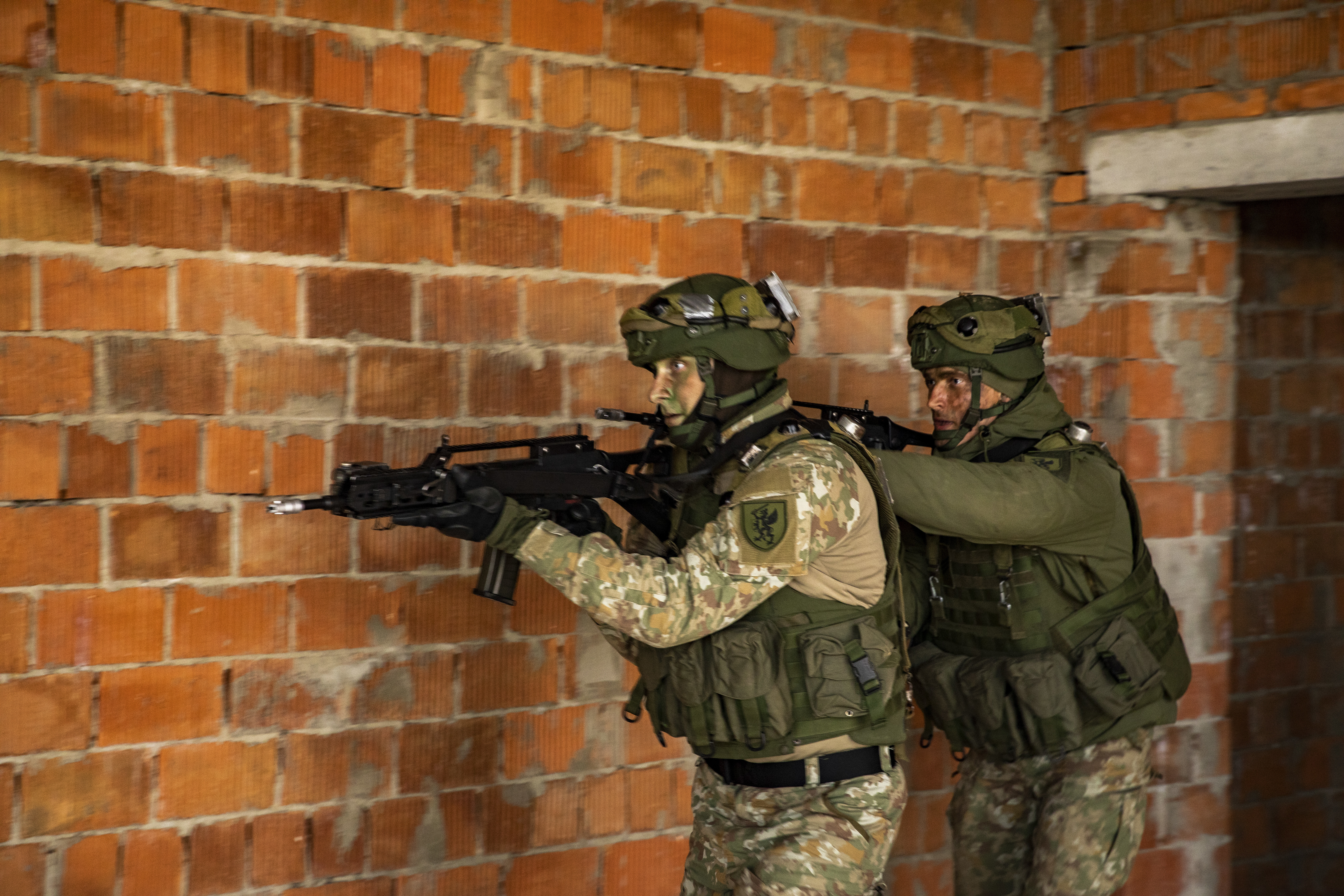
Военнослужащие бригады на учениях в Rapid Trident 21, 21 сентября 2021 года.
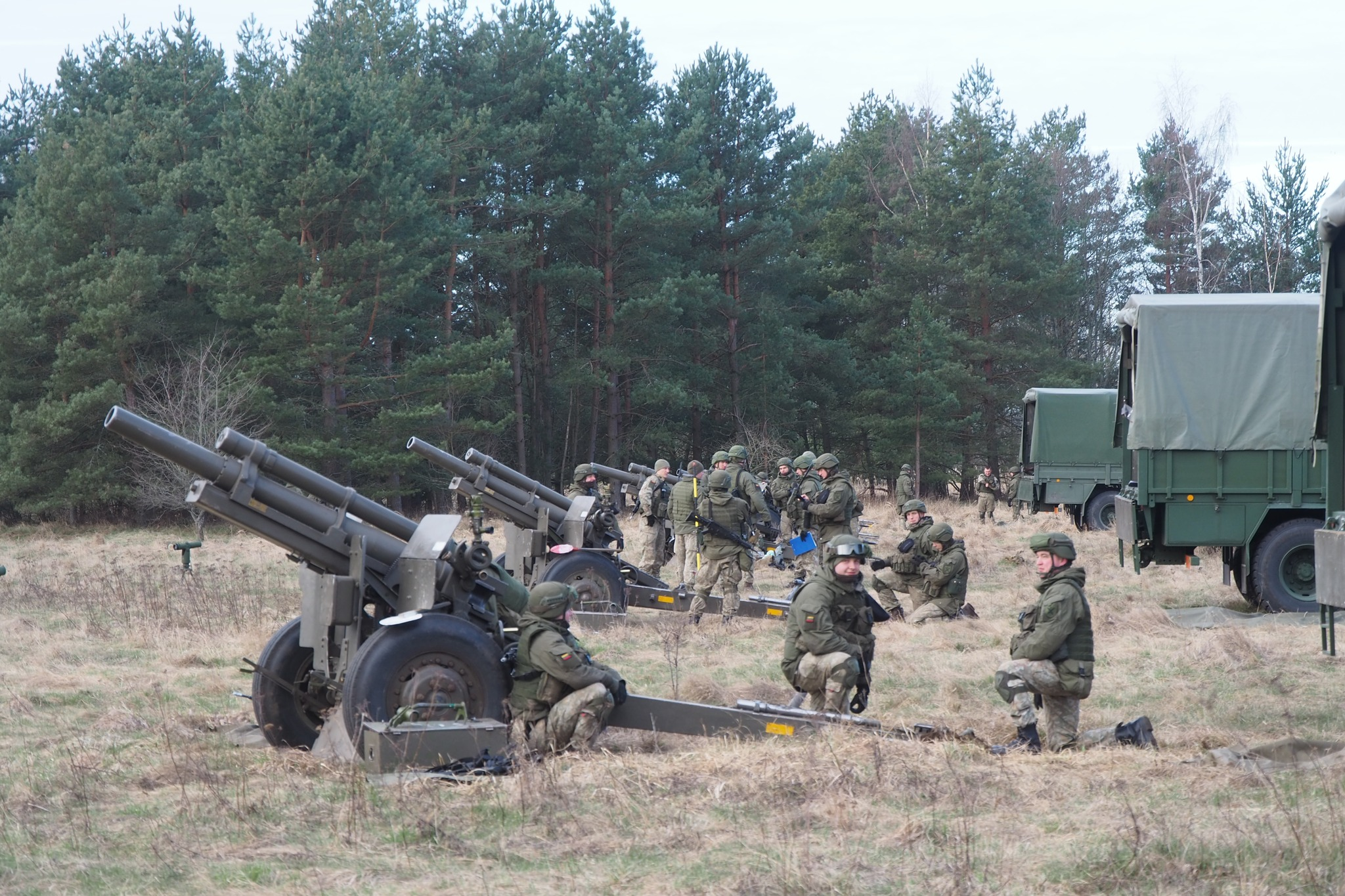
Батарея 105-мм гаубиц M101 из артбатальона бригады
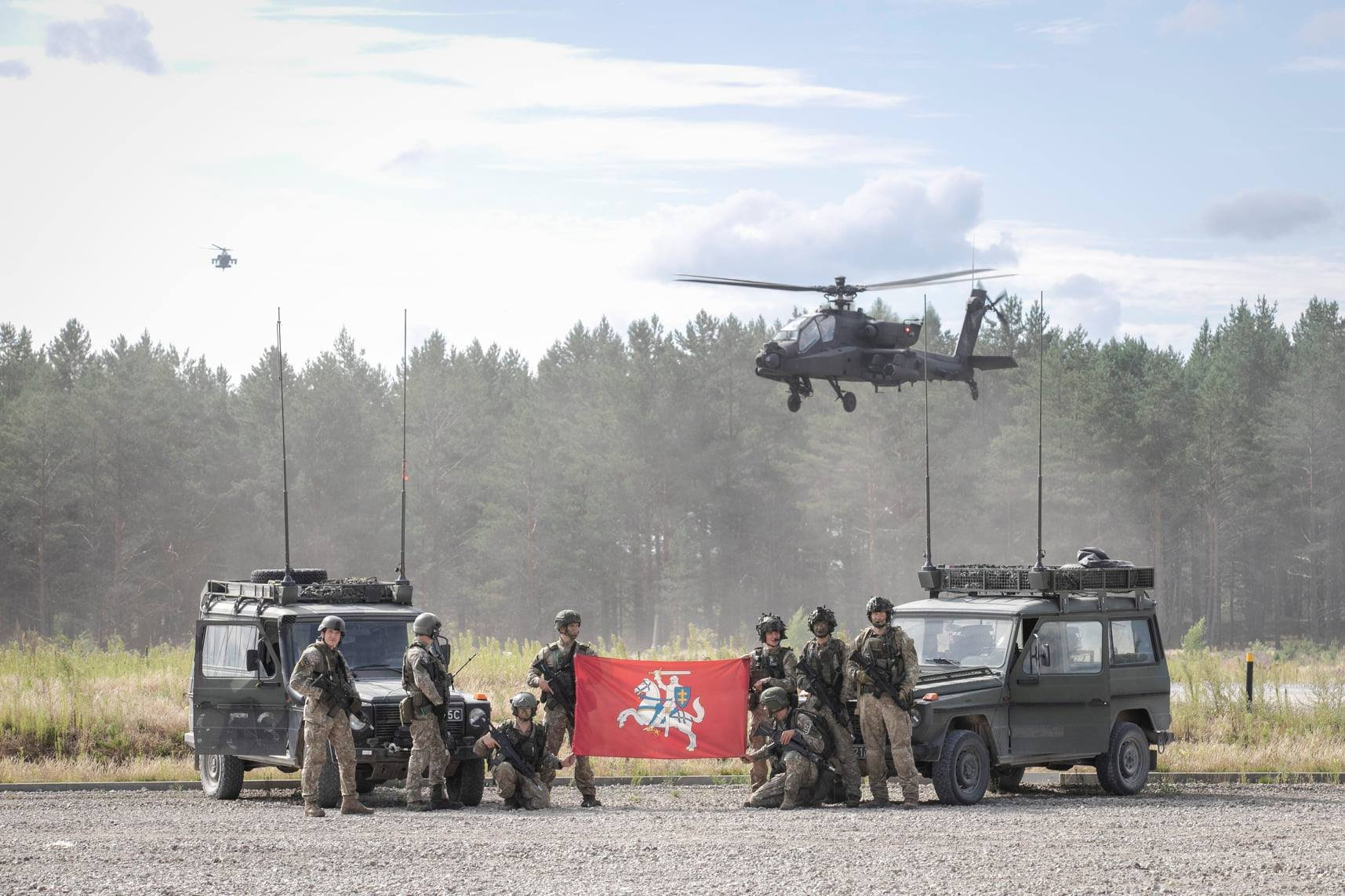
Группа передовых наводчиков артиллерийского батальона бригады
- 2-8-й батальон 1-й кавалерийской дивизии США участвует в учениях «Атлантическая решимость» совместно с литовским Драгунским батальоном имени великого князя Будикида. 15 февраля 2021.

## Военная символика

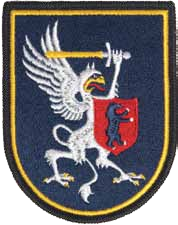
Нашивка старого образца (1999-2000 г.)

| Боевое знамя                                                                | Нарукавный знак                                                             | Берет                                                                       |
| Пехотная бригада «Жемайтия» имени Великого гетмана литовского Яна Ходкевича | Пехотная бригада «Жемайтия» имени Великого гетмана литовского Яна Ходкевича | Пехотная бригада «Жемайтия» имени Великого гетмана литовского Яна Ходкевича |
| --------------------------------------------------------------------------- | --------------------------------------------------------------------------- | --------------------------------------------------------------------------- |
|                                                                             |                                                                             |                                                                             |
| Драгунский батальон имени Великого князя Литовского Будикида                |                                                                             |                                                                             |
|                                                                             |                                                                             |                                                                             |
| Мотопехотный батальон имени Великого князя Литовского Кейстута              |                                                                             |                                                                             |
|                                                                             |                                                                             |                                                                             |
| Пехотный батальон имени князя Магириса                                      |                                                                             |                                                                             |
|                                                                             |                                                                             |                                                                             |
| Артиллерийский батальон имени бригадного генерала Мотеюса Печюлёниса        |                                                                             |                                                                             |
|                                                                             |                                                                             |                                                                             |